# サシャ・ブイ
サシャ・ガストン・ブイ（Sacha Gaston Boey、2000年9月13日 - ）は、フランス・モントルイユ出身のサッカー選手。ブンデスリーガ・FCバイエルン・ミュンヘン所属。ポジションはディフェンダー。

## クラブ経歴
2019年5月5日、リーグ・アンのトゥールーズ戦に出場したことでプロデビューを飾った。
2021年7月26日、ガラタサライと4年契約を結んだ。
2024年1月28日、バイエルン・ミュンヘンと4年半契約を結んだ。

## 代表経歴
カメルーンの市民権も保持しているが、ユース世代の代表はフランスを選択した。

## タイトル
ガラタサライ
- スュペル・リグ: 2022-23